# Dolichoderus germaini
Dolichoderus germaini é uma espécie de formiga do gênero Dolichoderus.